# Renato Quartini
Renato Quartini (Ronco Scrivia, 27 settembre 1923 – Cravasco, 23 marzo 1945) è stato un partigiano italiano.

## Biografia
Nato a Ronco Scrivia, in via Roma ove gli è stata dedicata una targa, prima della seconda guerra mondiale lavorava come operaio negli stabilimenti Ansaldo a Sampierdarena.
Dopo l'armistizio dell'8 settembre 1943 divenne partigiano, assumendo il nome di battaglia Tino, e operando sull'appennino ligure nella brigata Buranello.
Catturato dai soldati della Xª MAS durante il tentativo di liberare dalla prigionia il comandante gappista Riccardo Masnata (Salvatore) catturato, venne fucilato durante l'eccidio di Cravasco, per rappresaglia, dopo vari mesi di prigionia.